# Emanuel Kohn
Emanuel Kohn (* 3. Mai 1863 in München; † 19. Juli 1942 in Theresienstadt) war ein deutscher Kunsthändler. Er wurde ein Opfer des Holocaust.

## Leben
Emanuel Kohn war ein Sohn des Salomon Kohn, geboren am 19. April 1830 in Wassertrüdingen, der sich 1859 als Gerbermeister und Lederhändler in München niederließ und 1880 starb. Die Mutter Johanna, geborene Billmann (* 1841, verheiratet 1859 in Wassertrüdingen, † 6. April 1925) kam aus dem Dorf Schwabing bei München und war lange Jahre Vorsitzende des Israelitischen Frauenvereins. Emanuel wuchs mit den Geschwistern Mathilde (* 1861, verh. Pfeiffer) und Heinrich (1866–1933) in München auf und besuchte nach der Elementarschule 1874 bis 1877 das Münchner Maximiliansgymnasium. Mit zahlreichen weiteren Mitschülern seines Jahrgangs nahm er am jüdischen Religionsunterricht von  Abraham Wolfsheimer (1813–1894) teil. Informationen über seine weitere Schulbildung fehlen. Mit dem 26. November 1883 ist sein Eintritt in die Antikenklasse der Münchner Kunstakademie bei Gabriel Hackl dokumentiert. Nur kurze Zeit betätigte er sich als Kunstmaler, denn bereits im Mai 1900 meldete er eine Firma Vermittlung zum An- und Verkauf von Kunstgegenständen in der Herzog-Rudolf-Straße in München an und erwarb 1905 das „Heimatsrecht“ für München. Im selben Jahr heiratete er in Wien Else Kunstadt, die Tochter eines jüdischen Kultusbeamten. Der Ehe entstammten die Tochter Grete (* 1908) und der Sohn Siegfried (* 1910).
Emanuel Kohn erwarb, verkaufte und vermittelte Kunstwerke aller Art und stand auch in Verbindung mit aktiven Künstlern. Seine Tätigkeit als Kunsthändler ist u. a. belegt am Beispiel des Verkaufs koptischer Textilien aus dem Nachlass von Theodor Graf an das Württembergische Landesmuseum in Stuttgart im Jahr 1905 und an das Hessische Landesmuseum in Darmstadt im Jahr 1908  sowie der Mumienmaske eines jungen Mannes aus Ägypten für das Museum Folkwang in Essen im Jahr 1906.
Mit dem 19. Juni 1941 ist als letzte Wohnadresse für Emanuel Kohn das Altenheim der Israelitischen Kultusgemeinde in München, Klenzestraße 4, gegeben. Am 16. April 1942 wurde der fast 80-jährige ins Barackenlager an der Knorrstraße 148 verbracht und am 18. Juni 1942 in das Konzentrationslager Theresienstadt deportiert, wo er starb.

## Autographen
- Karte an Karl Hofer, München 1906: Badische Landesbibliothek Karlsruhe. Signatur: K 2962.